# Jana Pavalić
Jana Pavalić (27. svibnja 2007.) hrvatska je plivačica. 
Rodom je iz Gornje Stubice i članica je Plivačkog kluba Olimp Zabok. Hrvatska je rekorderka u dugim stazama 50 metara slobodno, 100 metara slobodno i 50 metara leptir te na kratkoj stazi 50 metara leptir. 
Na Svjetskom juniorskom prvenstvu 2022. osvojila je zlatnu medalju na 50 metara leptir s hrvatskim rekordom od 26,38 sekundi s 15 godina. Kao 14-godišnjakinja zauzela je 24. mjesto u disciplini 50 metara leptir, 28. mjesto u disciplini 50 metara slobodno i 37. mjesto u disciplini 100 metara slobodno na Svjetskom prvenstvu u kratkim bazenima 2021. godine.
Godine 2022. Pavalić je najavila svoj cilj natjecanja na Ljetnim olimpijskim igrama 2024. Postigla je normu i nastupit će u Parizu 2024. Trenira pod vodstvom Ivice Androića.